# Tipska vrsta
V zoološki nomenklaturi je tipska vrsta (species typica) vrstno ime, s katerim se šteje, da je ime rodu ali podrodu trajno taksonomsko povezano, to je vrsta, ki vsebuje osebek (ali osebke) biološkega tipa. Podoben koncept se uporablja pri družinah in se imenuje tipski rod.
V botanični nomenklaturi ti izrazi nimajo formalnega statusa v mednarodnem kodeksu nomenklature za alge, glive in rastline, ampak so včasih izposojeni iz zoološke nomenklature.
V bakteriologiji je vsakemu rodu dodeljena tipska vrsta. Ne glede na to, ali je trenutno priznan kot veljaven ali ne, je vsak imenovani rod ali podrod teoretično povezan s tipsko vrsto. V praksi pa obstaja kopica netipiziranih imen, ki so bila opredeljena v starejših publikacijah, ko ni bilo treba določiti vrste.